# Sebastião Roque Rabelo Mendes
Dom Sebastião Roque Rabelo Mendes (Itapecerica, 9 de outubro de 1929 — Belo Horizonte, 11 de março de 2020) foi um sacerdote e bispo católico brasileiro. Foi o terceiro bispo da Diocese de Leopoldina e bispo auxiliar da Arquidiocese de Belo Horizonte.

## Biografia
Nascido no dia 9 de outubro de 1929, em Itapecerica (MG), filho de Cesário Mendes de Cerqueira e Maria Raymunda Rabello Mendes, dom Roque ingressou no Seminário Menor de Belo Horizonte em 1942, onde estudou Teologia e Filosofia. Pelas mãos de dom Antônio dos Santos Cabral foi ordenado padre em 8 de dezembro de 1954, na Igreja Nossa Senhora das Dores, no bairro Floresta. Na mesma paróquia foi vigário cooperador em 1955 e 1956. De 1956 a 1960 foi diretor espiritual da Juventude Estudantil Feminina. Até 1969 exerceu também as funções de capelão do Corpo de Bombeiros, do Sanatório de Belo Horizonte e do Colégio Santa Maria Minas, além de pároco da Igreja Sagrada Família.
Em 1969, foi para Roma, onde formou-se em Teologia e Pastoral pela Pontifícia Universidade Lateranense. Em 1971, foi para Jerusalém, onde estudou a Sagrada Escritura. Voltou ao Brasil em 1972, assumindo a paróquia Senhor Bom Jesus do Horto, deixando o cargo com a sua nomeação episcopal, em 5 de agosto de 1985 foi nomeado bispo de Leopoldina. Recebeu a ordenação episcopal no dia 9 de novembro desse mesmo ano das mãos de Dom João Resende Costa, Dom Serafim Fernandes de Araújo e Dom Geraldo Ferreira Reis. Foi responsável pelo Setor Ministérios e Vocações do Regional Leste 2 da Conferência Nacional dos Bispos do Brasil (CNBB), no período de 1987 a 1989. Em 10 de maio de 1989 foi aceito seu pedido de renúncia àquela diocese, quando então foi nomeado bispo titular de Ploaghe e auxiliar de Belo Horizonte.
No dia 15 de dezembro de 2004, o Papa João Paulo II aceitou o pedido de renúncia de dom Roque. De acordo com o Código de Direito Canônico, os bispos devem apresentar pedido de renúncia do ofício à Santa Sé quando completam 75 anos de idade. No caso de dom Roque, completados em 9 de outubro de 2004.
Faleceu no dia 11 de março de 2020 em sua cidade natal.